# Área metropolitana de Bremen
El área metropolitana de Bremen consiste en la ciudad de Bremen y en una serie de localidades menores del estado federado de Baja Sajonia (Alemania).
En total, el área metropolitana de Bremen se extiende por una superficie de 1752 km² y cuenta con una población de 862 mil habitantes, de los cuales 19 y 64% corresponden a la ciudad de Bremen, respectivamente. Tiene una densidad de población de 492 hab/km².

## Composición
El área metropolitana de Bremen se compone de las ciudades de Bremen y Delmenhorst y de 13 municipios de Baja Sajonia ubicados a su alrededor, como se muestra en la tabla siguiente.
| Distrito                | Municipio o ciudad   | Superficie (en km²) | Población(1) |
| ----------------------- | -------------------- | ------------------- | ------------ |
| Bremen                  |                      |                     |              |
| —                       | Bremen               | 325,42              | 547.852(a)   |
| Baja Sajonia            |                      |                     |              |
| —                       | Delmenhorst          | 62,36               | 75.672       |
| Distrito de Osterholz   | Schwanewede          | 132,20              | 19.904       |
| Distrito de Osterholz   | Ritterhude           | 32,86               | 14.403       |
| Distrito de Osterholz   | Osterholz-Scharmbeck | 146,90              | 30.874       |
| Distrito de Osterholz   | Lilienthal           | 72,08               | 18.212       |
| Distrito de Osterholz   | Worpswede            | 76,14               | 9.478        |
| Distrito de Osterholz   | Grasberg             | 55,54               | 7.733        |
| Distrito de Verden      | Oyten                | 63,47               | 15.244       |
| Distrito de Verden      | Achim                | 68,00               | 30.141       |
| Distrito de Verden      | Langwedel            | 76,12               | 14.635       |
| Distrito de Diepholz    | Stuhr                | 81,66               | 32.842       |
| Distrito de Oldemburgo  | Ganderkesee          | 138,26              | 30.868       |
| Distrito de Wesermarsch | Lemwerder            | 36,38               | 7.178        |
| Distrito de Wesermarsch | Berné                | 85,21               | 7.086        |
| TOTAL                   | TOTAL                | 1.752,60            | 862.122      |

- (1) - Datos del 30.06.2006, tomados de los informes estadísticos de población del Niedersächsisches Landesamt für Statistik  Archivado el 12 de octubre de 2008 en Wayback Machine., a excepción de:
- (a) - Fuente: Statistisches Landesamt Bremen

- Für meinen kleinen blonden Bremer, Pipino ik lieb dik! dein Jordi

- Datos: Q6173890